# مانويل دا فونسيكا
مانويل دا فونسيكا (بالبرتغالية: Manuel da Fonseca‏) هو مؤلف وكاتب برتغالي، ولد في 15 أكتوبر 1911 في سانتياغو دو كاسيم في البرتغال، وتوفي في 11 مارس 1993 في لشبونة في البرتغال.

## وصلات خارجية
- مانويل دا فونسيكا على موقع IMDb (الإنجليزية)
- مانويل دا فونسيكا على موقع الموسوعة البريطانية (الإنجليزية)
- مانويل دا فونسيكا على موقع ميوزك برينز (الإنجليزية)